# Giusvalla
Giusvalla település Olaszországban, Liguria régióban, Savona megyében. Lakosainak száma 394 fő (2023. január 1.). Giusvalla Dego, Pareto, Spigno Monferrato, Cairo Montenotte, Mioglia és Pontinvrea községekkel határos.

## Népesség
A település lakossága az elmúlt években az alábbi módon változott:
| Lakosok száma | 420  | 426  | 394  |
|               | 2017 | 2018 | 2023 |